# Below Her Mouth
Below Her Mouth è un film del 2016 diretto da April Mullen, con protagoniste Erika Linder e Natalie Krill.

## Trama
Ambientato nell'arco tre giorni, il film segue due donne molto diverse che si innamorano l'una dell'altra. Jasmine è un'editrice di moda di successo che vive con il suo compagno nonché suo futuro marito Rile a Toronto. Un venerdì sera mentre si trova in città con la sua migliore amica Claire, Jasmine incontra Dallas, una riparatrice di tetti di recente uscita da una relazione. Sorpresa dalla fiducia con cui si collegano le due donne molto diverse, Jasmine si infatua della misteriosa donna che lavora con i suoi colleghi nella casa accanto a quella di Jasmine. L'incontro casuale si trasforma presto in desiderio che si accende in Jasmine quando diventa più familiare con Dallas, il che porta Jasmine ad accompagnare Dallas nel suo loft a basso costo dove le due donne si impegnano presto in un rapporto sessuale. Per quanto Jasmine lotti con i suoi sentimenti per essere coinvolta sessualmente con un'altra donna, teme che la sua relazione con Dallas potrebbe rovinare il suo rapporto con Rile se egli dovesse venire a saperlo. Ma, Rile, ritornato in città, scopre la compagna e Dallas fare sesso in bagno e se ne va. Però Rile, per perdonarla le obbliga a chiudere la relazione con Dallas e obbedisce. Qualche tempo dopo, Jasmine (nel frattempo si è lasciata con Rile a un passo dalle nozze per via della sua relazione con Dallas) ritrova Dallas rivelandole di aver raccontato tutto ai suoi amici sia della loro relazione e sia della rottura con Rile e finalmente possono stare insieme.

## Critica
Sull'aggregatore di recensioni Rotten Tomatoes, il film ha una valutazione del 22% sulla base delle recensioni di 27 critici, con una valutazione media di 4,5 / 10. Su Metacritic, che assegna un punteggio normalizzato, ha ricevuto un punteggio medio di 42 su 100, basato su 9 recensioni di critici mainstream, che indica "misto o medio".
Diego Semerene di Slant Magazine ha regalato al film 0,5 stelle su 4, scrivendo: "Il film è senza dubbio una fantasia pornografica che cerca a malapena di passare come qualcosa di diverso dal materiale della masturbazione". Ha aggiunto: "La rigida recitazione e il dialogo di Below Her Mouth suggeriscono che l'influenza di La vita di Adele è ridotta all'estetica sexy del sesso lesbico ma completamente ignara di ciò che anima il film incredibilmente bello, insopportabilmente liscio e corpi perennemente arrapati". Guy Lodge di Variety lo ha descritto come "una storia d'amore tra ragazze sessualmente schietta, ma narrativamente fragile, che non arriva mai sotto la pelle ampiamente esposta dei suoi splendidi personaggi". Frank Scheck di The Hollywood Reporter lo ha definito "uno sforzo innegabilmente pieno di pathos che offre molto calore nelle sue scene di sesso, pur essendo significativamente inferiore in termini drammatici". Katie Walsh del Los Angeles Times ha dichiarato: "Nonostante le cineaste al timone, il film si addentra in un territorio di sfruttamento, con il rapporto tra il tempo trascorso sullo schermo e il contagio di corpi femminili che supera di gran lunga quello dato alle loro esperienze uniche come gay o donne intime nel mondo ".  Jude Dry di Indiewire ha scritto: "Cosa c'è esattamente sotto la sua bocca? Il suo mento? Il suo corpo? Tutta la sua mente e il suo spirito? È un titolo perfettamente ambiguo per un film senza regia, a tarda notte che sarà apprezzato solo da tanti uomini eccitati come adolescenti lesbiche eccitate ".